# Трансформерси
Ово је чланак о анимираној серији. За филм види: Трансформерси (играни филм).
Трансформерси је заједнички назив низа популарних анимираних серија. Главни ликови су засновани на истоименој линији играчака, а радња на сталном сукобу две фракције робота: херојских Аутобота и злих Десептикона. Обе стране могу се трансформисати у разне облике, као што су аутомобили, авиони или животиње.

## Цртане серије

### Трансформерси: Генерација 1 (1984—1987), САД (98 епизода)
Примедба: такође познате у Јапану као Fight! Super Robot Life (сезоне 1 и 2), односно Transformers: 2010 (сезона 3).
Ретроним Генерација 1 измислили су обожаватељи након појаве линије играчака Генерација 2. Назив Генерација 1 почео се званично користити када је Хасбро поново издао играчке 2000. године, заједно са новом серијом стрипова издавачке куће „Дримвејв“.
Генерација 1 се састоји од анимиране серије (98 епизода кроз 4 сезоне) и филма Трансформерс. Радња филма дешава се за време анимиране серије, између сезона 2 и 3.
53 епизоде Трансформерса касније су препаковане као Трансформерси: Генерација 2 и емитоване са компјутерски-анимираним 3D-ефектима без икаквог посебног редоследа.
Серија почиње причом од три епизоде, касније названом More than Meets the Eye. У овој верзији Трансформерса, планета Кибертрон остаје без енергије. Херојски Аутоботи, предвођени Оптимусом Прајмом, крећу у свемир у потрази за још енергије, али их нападају зли Десептикони, предвођени Мегатроном. Обе фракције падају на Земљу и леже непокретне наредних четири милиона година. Пробуђен вулканском ерупцијом, бродски рачунар Телетран 1 почиње оправку Десептикона и Аутобота, дајући им земаљске алтернативне облике. Десептикони крећу у пљачку Земљиних енергетских ресурса како би оживели Кибертрон, а Аутоботи покушавају да их спрече и тако се борба наставља на Земљи, Кибертрону и широм свемира.
Након 65 епизода кроз две сезоне, неизвесност око наставка серије разрешава се дугометражним филмом Трансформерс, који води ка сезони 3. Сезона 4 састоји се само од мини-серије из три дела. Ипак, како филм није био приказан у Јапану све до 1990, посебна епизода под називом Scramble City је написана и нацртана да би се премостио јаз између друге и треће сезоне. Она објашњава стварање Метроплекса, аутоботске базе и робота. Друга епизода Scramble City-ја постоји, о чему говори прва, али у stop-motion анимацији.

### Хедмастерс 1987, Јапан (35 епизода)
У овој серији (која комплетно игнорише догађаје из четврте сезоне америчке Генерације 1), Сајбертронце (Аутоботе) предводи Конвој (Оптимус Прајм), затим Родимус Конвој (Родимус Прајм) и коначно Фотрес (Фортрес Максимус). Придружио им се тим Хедмастерса, малих Трансформерса који су дуго били насукани на негостољубивој планети Мастер. Тамо су били принуђени да направе себи нова тела да би се прилагодили тој околини.
Најзначајнији моменти из ове серије су:
- Сајбертрон (Кибертрон) је уништен, тако да су Сајбертронци (Аутоботи) принуђени да траже нову планету за живот.
- планета Марс је уништена
- Конвој умире заувек и постаје једно са Вектором Сигма, компјутером који је створио Трансформерсе.
- Матрикс вођства је повраћен и задњи пут се види када Родимус Конвој креће да тражи нови дом за Сајбертронце
- Скорпонок (Мегазарак) постаје најважнији играч у Дестронској (Десептикони) борби за власт.
- Сиксшот убија Ултра Магнуса
- Бластер и Саундвејв убијају један другог у дуелу до смрти и касније су оживљени у новим телима. Бластер је преименован у Твин Каста, а Саундвејв у Саундбластера.
- Галватрон је вечно заробљен испод арктичког леда.

### Супер Гад Мастерфорс, 1988, Јапан (43 епизоде)
Примедба: Синхронизована и емитована раних деведесетих. Ликови коришћени у Мастерфорсу су продавани под другим именом и понекад другачије обојени, користећи термине Пауермастери и Претендери.
Супер Гад Мастерфорс се наставља на догађаје из Хедмастерса. Сајбертронци и Дестрони (Десептикони) су напустили Земљу након догађаја из те серије, али група Сајбертронских Претендера (који су се скривали међу становништвом Земље још док је човек живео у пећинама захваљујући моћи њихових оклопа) бране планету у тајности. Њихов вођа је Металховк (такође знан као Ховк у свом људском облику). Претендери могу да узму облик било ког органског облика живота; Сајбертронски Претендери узимају облик људи, док Дестронски Претендери узимају облик дивљих звери и демона.
Прерушени Сајбертронци навлаче своје борбене оклопе након што додирну специјалну наруквицу и уз узвик: Обуци се. Прентендери касније показују своје праве облике џиновсих робота користећи комадну Претендер. Хедмастерс серија се спомиње овде и неколико ликова из те серије, укључујући Кромдомеа, се појављују и овде. Ипак, праве Хедмастер знаменитости које чине ову серију необичном у поређењу са осталим серијама о Трансформерсима, нису ни Сајбертронци ни Дестрони, већ људска деца. Они могу да управљају празним (али могуће живим у случају Хедмастера Јуниора и дефинитивни живим у случају Годмастера) телима Трансформерса који се називају Транстектори носећи одела која им омогућавају да се трансформишу у главе Транстектора и да их контролишу, и зато су названи Хедмастери Јуниори. Посебно популаран лик из овог тима је ученица Минерва, чија је играчка издана у САД у плавим и жутим бојама као Најтбит.
Касније је представљен концепт Годмастера (знани као Пауермастери на западу). Најјачи Годмастер је Џинраи, возач камиона који управља Транстектором који наличи Конвоју (и чија је играчака у САД издана као Пауермастер Оптимус Прајм). Џинраи је постао врховни Годмастер, комбинујући се својом кабино и приколицом да формира Супер Џинраија. Касније, он се комбинује са Гад Бомбером да формира моћног Гад Џинраија.
Главни противници у овој серији су зло енергетско биће Девил Зи, његови потчињени Гига и Мега, и њихове групе Годмастера, Претендера и Хедмастера Јуниора.

### Трансформерс: Победа, 1989, Јапан (44 епизоде)
Примедба:изузимајући појаву Микромастера, ова серија није била пренета у САД. Победа је синхронизована на енглески за азијску телевизијску мрежу Стар ТВ и могла је да се емитује на Хавајима.
Радња ове више традиционалне серије се дешава неколико година након догађаја из Мастерфорса (уобичајено је мишљење да се серија одвија 2025. године). Трансформерси се враћају на Земљу да би помогли одбрану галаксије. Предвођени Стар Сејбером, Аутоботи и земаљске снаге се боре против Десептикона и њиховог вође Десараса око доминације у галаксији.
Ова прича такође укључује Брестфорсе и Брејнмастере.

### Трансформерс: Зона, 1990, Јапан
Користећи мистериозну Зона енергију, девет дестронских генерала (најважнији комбинери, укључујући Девастатора и Предакинга) је оживљено под командом дестронског вође по имену Виоленџигера. Дај Атлас предводи Сајбертронце (Аутоботе) у напорима да се зауставе Дестрони. Оригинално планирано да буде комплетна ОВА серија, Зона је укинута након једне епизоде, а остатак приче је испричан у јапанском часопису, ТВ Магазин.

### Бетлстарс: Повратак Конвоја, 1991, Јапан
Када је зло ванземаљско биће Дарк Нова оживело Галватрона као Супер Мегатрона, Конвоја је поново створила Зона енергија у облику Стар Конвоја. У овој причи, док се Стар Конвој бори заједно са Грандусом, Скајгеријем у одредима Микромастера, укључујући и комбинере, Супер Мегатрон је опет преображен у Ултра Мегатрона а онда се комбинује са Дарк Новом у Стар Џајанта за финалну битку. Ова прича није била цртана серија, и испочетка је испричана кроз један број манге, а онда се завршила на страницама ТВ Магазина, у текстуалном облику које су пратили илустрације у боји.

### Операција Комбинација, 1992, Јапан
Још једна прича потпуно испричана на страницама ТВ Магазина, Операција Комбинација је прича која укључује Аутоботске и Десептиконске комбинере Гард Сити и Бетл Геа (обојени Дефенсор и Брутикус) и аутоботске микормастерске комбинере, Сикстрејна, Сикстурба, Сиксбилда и Сиксвинга. Прича ове серије је испричана на страницама ТВ Магазина, кроз текст и слике у боји.

### Трансформерс: Генерација 2, 1992-95 САД
Примедба: линија се састоји од поново изданих играчака из Генерације 1 и колекције потпуно нових играчака
Прве Генерација 2 играчке су биле само обраде старијих Генерација 1 играчака као што су Оптимус Прајм, Џез, Старскрим, Ремџет, Инферно и Сајдсвајп, другачије обојене и опремљене новим додацима као што су лансери ракета или звучници. Прва већа промена Генерације 2 линије играчака је дошла са Мегатроном. Он више није могао да буде пиштољ због нових закона о играчкама, па је постао тенк.
Нова цртана серија није створена за Генерацију 2, али изабране епизоде из оригиналне серије су ”побољшане” компјутерски додатим ефектима. Марвел је су у другу руку, произвео нову серију стрипова од 12 бројева да прати нову линију играчака, у којима се види да Аутоботи и Десептикони боре против друге генерације Трансформерса и Сварма, биомеханичким нуспродуктом њиховог процеса репродукције.

### Ратови звери: Трансформерс 1996-1999, САД/Канада (52 епизоде)
Примедба:Првобитно издана на западу, серија је такође оживела франшизу и у Јапану. Последње две сезоне Beast Wars је приказано у Јапану као Transformers: Beast Wars Metals. Серија је издана у Канади као Beasties, због канадских прописа који забрањују употреби речи рат у емисијама намењеним деци. Серију је произвео Мејнфрејм Ентертејмент.
Серија прати авантуре херојских Максимала, потомака Аутобота, који се боре против злих Предакона, потомака Десептикона, на преисторијској Земљи. Предакони су украли Златни диск, који је највреднија реликвија оланете Сајбертрон и наводно у себи садржи локацију која је богата изворима Енергона, који може да учини Предаконе невидљивим. Они су кренули у свемир у потразу за Земљом. Њих је прогонио максималски истраживачки брод, који је једини могао да открије предаконски брод. У краткој бици изнад непознате планете, оба брода су тешко оштећена и падају на земљу. И Максимали и Предакони су заробљени на планети пребогатом Енергоном, али, иако је Енергон виталан за опстанак Трансформерса, у таквој средини они су рањиви када су у облику робота и зато и једни и други морају да претражују околину за обликом живота у који могу да се трансформишу.
Интересантно је да серија често нагиње равнотежу у корист Предакона. Максимали, углавном састављени од научника, су увучени у сукоб без наде за свој опстанак. Вођа Максимала је Оптимус Прајмал (горила), док је вођа Предакона Мегатрон (прво тираносаурус, а касније змај), који дели исто име као Мегатрон из Генерације 1. Прави Мегатрон се чак појављује у овој серији.
Серија је 3Д анимирана.

### Ратови звери: Трансформерс, 1997, Јапан (26 епизоде)
Ово је само прва сезона Beast Wars синхронизована на јапански.

### Beast Wars Second: Super Lifeform Transformers, 1998, Јапан (43 епизоде)
Примедба: Након прве сезоне Beast Wars (која се састојала из 26 епизода) емитоване у Јапану, Јапанци су били суочени са проблемом јер је друга канадска сезона имала само 13 епизода, недовољно да дозволи емитовање у на јапанској телевизији. Зато су, док су чекали да трећа канадска сезона буде завршена )чинећи укупно 26 епизода ако јој се дода и сезона 2), произвели две ексклузивне серије  Beast Wars Second  и Beast Wars Neo.
Сајбертронци (предвођени Лио Конвојем) и Дестрони (предвођени Галватроном), који потичи из исте будућности као и западни Beast Wars ликови, долазе на планету Гају (наговештено да је то Земља у далекој будућности) због контроле над мистериозном Анголмоиском енергијом., која је на крају серије стављена у капсуле и разбацана по галаксији.
Ова серија је изродила и Lio Convoy's Crisis, први филм о Трансформерсима још од првог америчког филма. Он се састоји из три чина: први чин је скраћено препричавање прве сезоне Beast Warsa, испричана кроз комбиноване клипове из серије, а трећи чин је био из епизоде Bad Spark из друге сезоне канадских Beast Warsa. Између ова два дела је била нова прича у којој је Конвој (Оптимус Прајмал) пребачен у будућност где се удружује са Лио Конвојем против претње Мајин Зарака.

### Beast Wars Neo: Super Lifeform Transformers, 1999, Јапан (35 епизода)
Примедба: Емитована у Јапану док се трећа сезона Beast Wars емитовала у САД.
На крају Beast Wars Second, Анголмоиска енергија, је запечаћена у капсуле и разбацана по галаксији. Beast Wars Neo се наставља на ову причу, док нови вођа Максимала Биг Конвој води свој тим у потрагу за капсулама, да их поврати пре него што то учине Магматрон и његови Предакони. На путу, обе стране се сукобљавају са трећом страном званом Бледтрони, који желе Анголмоиску енергију за себе, јер је ова енергија животна снага Уникрона и Бледтрони желе његов повратак.

### Beast Wars Metals: Super Lifeform Transformers, 1999, Јапан (26 епизода)
Ово је била само јапанска синхронизација друге и треће сезоне западних Beast Wars серија.

### Beast Machines: Transformers, 1999-2001 САД/Канада
Примедба: Приказано у Јапану 2004-2005 као Transformers: Beast Wars Returns
Настављајући се на крај Beast Wars серије, Beast Machines прати повратак Максимала на Сајбертрон који је у потпуној власти Мегатрона и његове армије Вехикона.

### Transformers: Car Robots, 2000, Јапан (39 епизода)
Примедба: издани на западу као Transformers: Robots in Disguise 2001.
Потпуно нов универзум неповезан са другим серијама. Ова серија показује како Мегатрон и његови Предакони покрећу кампању против Земље, резултујући доласком Оптимуса Прајма (Фајер Конвоја у Јапану) и његових Аутобота, који се крећу непримећени по Земљи у облику свакодневних возила. Серија је вратила Трансформерсе својим коренима након серијала, и садржи класичне концепте Трансформерса као што су комбинери и Хедмастерс технологија. Када је серија увезена у САД, велики број референци на прошле серије Трансформерса је убачено у њу.

### Трансформерс: Армада, 2002-2003, САД/Јапан (52 епизоде)
Примедба: Издано у Јапану као Трансформерс: Микронска легенда.
Армада је била прва серија у копродукцији Хасброа и Такаре са циљем да направе линију играчака за истовремену продају у обе земље. Серија је написана и анимирана у Јапану. Ипак, као резултат неразумног рока које је поставио Картун Нетворк, серија је емитована незавршена, резултујући тиме да америчка верзија има недовршену или погрешну анимацију и преведени сценарио који се често не слаже са радњом на екрану и ликови су добили погрешна имена. Јапанска верзија је издана знатно касније и нема ове грешке.
Армада почиње нови универзум Трансформерса, узимајући главне елементе из Генерације 1 и прерађујући их у нове представе, као што су појава и сврха Уникрона и намена и изгледа аутоботског Матрикса вођства. Серија се фокусира на Миниконе (Микроне у јапанској верзији), нову групу малих Трансформерса са специјалним моћима, убаченим у ову серију док их већи Трансформерси прате до Земље и започињу своју потрагу за њима. Ако би Десептикони добили већину Миникона, то би повећало њихову моћ и били би незаустављиви. Ако бих Аутоботи све пронашли, могли би спречити Десептиконе да користе Миниконе као оружје и ослободити их. Миникони су играли важну улогу у победи над Уникроном.

### Трансформерс: Енергон, 2004, Јапан/САД (52 епизоде)
Примедба: Издано у Јапану као Трансформерс: Суперлинк. Као и Армада, и Енергон је направљен у копродукцији, али је овај пут више слободе дато Јапанцима.
Смештена око 10 година након догађаја из Армаде, Енергон се фокусира на потрагу за минералом богатим енергијом, Енергоном (одатле и амерички назив), а нова особеност серије је способност Аутобота која им омогућује пару да се заједно спајају и да стварају новог, моћног робота; тај процес се зове Спој снаге (у јапанској верзији Суперлинк; одатле и наслов).
Мир је постојао између Аутобота и Десептикона од времена Мегатронове смрти и ишчезавања Уникрона. Ипак, биће по имену Алфа Квинтесон има план да поново активира Уникрона, иако су његове намере биле невине. У овом процесу, Мегатрон је оживљен и намерава да искористи Уникрона да освоји универзум.

### Трансформерси: Сајбертрон, 2006, Јапан/САД (52 епизоде)
Нова позорница за причу о Трансформерсима се отвара на другом крају галаксије. Црна рупа која се појављује на крају рата прети да уништи свемир. Аутоботи предвођени Оптимусом Прајмом се тркају да Десептиконима предвођеним Мегатроном у потрагу за Сајберпланет кључевима, мистериозним древним моћима које могу бити искоришћене или да се спаси галаксија или да се покори. У свом путовању, Трансформерси долазе у контакт са разним насељеним планетма, међу њима и Земљом.

### Трансформерси: Енимејтед, 2008-2009 САД/Јапан (39 епизода)
Најмоћнији предмет у читавој галаксији је био изгубљен док га мали извиђачки тим предвођен Оптимусом Прајмом није нашао. Наравно Мегатрон ће учинити све да је се докопа и у нападу на мали извиђачки брод он бива лансиран у Земаљску атмосферу баш као и аутоботски свемирски брод који пада на дно океана. Познати научник налази Мегатронову главу и Ванземаљску технологију користи у прављењу робота. Аутоботски брод се затресао и они излазе из стања хибернације.

### Трансформерси: Прајм, 2011, САД (26 епизода)
У САД се тренутно емитује Прајм серија. Прича говори о Мрачном Енергону, моћном елементу који може да претвара роботе у зомбије. Још један извор Мрачног Енергона нађен је на Земљи. Мегатрон и Десептикони ће урадити све да га се дочепају.

## Трансформерси (играни филм)
Снимљен је наставак 2009. године под именом Трансформерси: Освета Пораженог.
Један од првих трансформерса под именом Поражени долази на земљу због освете.
Тренутно се снима и трећи део серијала.

## Емитовање у Србији
- РТС је емитовао оригинални серијал. Гласове су давали глумци који су били уобичајена синхронизаторска екипа током 80-их: Никола Симић (Мегатрон, Чип Чејс, Гримлок, Блустрик...), Властимир Ђуза Стојиљковић (Оптимус Прајм, Вилџек, Трејлбрејкер, Тандеркрекер...), Нада Блам (Спајк Витвики, Рамбл, Скајворп, Рачет...), Љубиша Бачић (Старскрим, Бамблби, Ајронхајд...) и Мирослав Бијелић (Саундвејв...).
- Хепи ТВ је емитовао серију Сајбертрон (игноришући чињеницу да се серијал хронолошки надовезује на серијале Армада и Енергон). Хепи Тв је такође емитовао и Трансформерсе: Анимејтед (премда је сам серијал преведен само као Трансформерси).
- Ултра ТВ је емитовао Трансформерсе: Армада (иако је серијал продуциран пре Сајбертрона, српска синхронизација је ишла паралелно са Анимејтед серијалом, који није повезан) , Трансформерсе: Прајм (синхронизоване су све три сезоне, без филма Уздизање Предакона) и Трансформерсе: Прерушене роботе (синхронизоване само прве две сезоне, серијал је у директном континуитету са Прајмом и у индиректном континуитетом са Робо-спасиоцима)
- Минимакс ТВ емитује Трансформерсе: Робо-спасиоце
- На DVD-у је објављена серија Трансформерси: Генерација 2 (обухвата епизоде Генерације 1 са новом шпицом и ЦГИ транзицијама)

### IMDB профили
- Трансформерс (оригинална серија)
- Трансформерс: Хедмастерс
- Трансформерс: Супер Гад Мастерфорс
- Трансформерс: Победа
- Beast Wars: Transformers
- Beast Wars Second: Super Lifeform Transformers
- Beast Machines: Transformers
- Beast Wars Neo: Super Lifeform Transformers
- Transformers: Beast Wars Metals
- Transformers: Car Robot
- Transformers: Robots in Disguise
- Трансформерс Армада
- Трансформерс: Микронска легенда
- Трансформерс: Енергон/Суперлинк
- Трансформерс: Сајбертрон

### Остало
- The Transformers Archive
- Transformer World – садржи информације о свакој серији као и о линији играчака.
- Lui’s Transformers On-Line Encyclopedia[мртва веза]
- Transformers @ The Moon – садржи најновије вести и скоро најкомплетнија галерија играчака на интернету